# Sandwip
Sandwip o Sandvip (bengalí: সন্দ্বীপ) és una illa de Bangladesh a la costa sud-est del país part del districte de Chittagong a l'estuari del riu Meghna a la badia de Bengala. Té una població (cens de 1991) de 272.179 (el 1901: 115.127 habitants) i està dividida en 15 unions, 15 wards, 6 mahalles i 34 pobles. Té 50 km de llarg i entre 5 i 15 d'ample amb una superfície de 668 km².
Cesare dei Federici, el viatger venecià, que va escriure el 1565, descriu aquesta illa com a densament poblada i ben cultivada, i afegeix que 200 vaixells ancoraven cada any a la cerca de sal; els materials per construir vaixells eren tan abundants que es diu que el sultà otomà preferia construir o reparar els vaixells en aquest lloc que a Alexandria. El 1609 l'illa fou ocupada per un grup de portuguesos que havien perdut la seva feina al servei del rajà d'Arakan, dirigits per un tal Gonzales, que va crear un estat pirata i es va apoderar de Shahbazpur i Patelbanga amb un exèrcit de mil portuguesos i 2.000 sipais i amb 200 cavallers i 80 vaixells; el 1610 es van aliar al rajà d'Arakan per envair Bengala però després d'alguns èxits foren derrotats pels mogols. El 1615 Gonzales va atacar Arakan amb ajut dels portuguesos de Goa, però van fracassar i el 1616 el rajà d'Arakan va contraatacar i va envair l'illa, va derrotar a Gonzales i va ocupar el territori. Durant els 50 anys següents l'illa fou un niu de pirates portuguesos i arakanesos que van devastar les properes costes de Bengala. El 1664 el nawab Shaista Khan va decidir posar fi a aquesta situació i amb promeses i regals va aconseguir que els portuguesos passessin al seu servei i els va utilitzar en un atac a Sandwip el 1665 que fou totalment afortunat. No obstant l'illa va restar un refugi per tota mena de mala gent i la seva administració fou complicada fins i tot després de 1765 quan va passar als britànics. El darrer pirata dels que hi ha notícia fou Dilal Raja, als primers anys del domini britànic, que va intentar crear una nova nació obligant a casar-se a gent de castes diferents entre ells, però el resultat fou una gran confusió de castes a l'illa que li va donar mala reputació al continent. fins al 1822 l'illa fou part del districte de Chittagong i en aquest any fou agregada al districte de Noakhali. El 1864 fou devastada per un cicló i altre cop el 1876 (aquest darrer va causar 40.000 morts, quasi la meitat de la població, i va anar seguit d'una epidèmia de còlera); però la població es va recuperar en pocs anys i el 1881 era de 72.467 persones i el 1901 de 115.127 habitants.